# Odacre
Odacre, conosciuto anche come Audacer o Odoscer (tra l'800 e l'810 – 837), fu governatore (guardaboschi o guardiacaccia) delle Fiandre.

## Origine
Secondo la Genealogia Comitum Flandriæ Bertiniana, e la Lamberti Genealogia Comitum Flandriæ era figlio di Enguerrand (o Ingelram o Rowland) di Harlebec e della moglie di cui non si conoscono né gli ascendenti né il nome.
Enguerrand delle Fiandre, secondo Genealogy era il figlio illegittimo di Carlo il Giovane che era il figlio maschio primogenito (come ci confermano gli Annales Laurissenses : rex Carolus primogenitum filium suum Carolum) del re di tutti i Franchi e futuro imperatore, Carlo Magno e dalla seconda o terza moglie Ildegarda, figlia del conte Geroldo di Vinzgouw e Emma di Alamania, figlia di Hnabi, duca di Alamania e di una certa Iuliana, quindi era nipote di Carlo Magno, mentre secondo la Genealogia Comitum Flandriæ Bertiniana, e la Lamberti Genealogia Comitum Flandriæ era figlio di Lidrico (o Liderico) di Harlebec e della moglie di cui non si conoscono né gli ascendenti né il nome; infine secondo la Chronica Monasterii Sancti Bertini auctore Iohanne Longo de Ipra era figlio di Lidrico (o Liderico) e di una figlia di un certo Gerardo del Rossiglione.

## Biografia
Secondo il Cartulaire de l'abbaye de Saint-Bertin Odacre fu il terzo, dopo Lidrico e Enguerrand (che non viene indicato come suo padre), a governare le Fiandre, ma senza essere citato col titolo di conte, bensì guardaboschi.
Nella battaglia combattuta contro gli Avari, sulle rive del Danubio si era messo in mostra un nobile carolingio di nome Audocrus, che potrebbe essere il nostro Odacre.
Odacre (Audacrus comes) viene citato nel Mandatum de Saxonibus Obsidibus.
Sempre secondo il Cartulaire de l'abbaye de Saint-Bertin Odacre morì nel corso dell'837, ma non precisa chi gli subentrò nel governo delle Fiandre.
Anche gli Annales Blandinienses ne citano la morte, nell'836, facendo riferimento al nome del nonno, Lidrico ricordando la sua sepoltura ad Arlabeka.

## Matrimonio e discendenza
Odacre ebbe una moglie di cui non si conoscono né gli ascendenti né il nome e da cui ebbe un figlio:
- Baldovino[2] (830/7-879), che fu il primo conte delle Fiandre.

## Ascendenza
|                          |   |                  | Genitori            |  |  | Nonni |  |  | Bisnonni    |  |  | Trisnonni       |  |
|                          |   |                  |                     |  |  |       |  |  | Carlo Magno |  |  | Pipino il Breve |  |
|                          |   |                  |                     |  |  |       |  |  | Carlo Magno |  |  | Pipino il Breve |  |
|                          |   | Bertrada di Laon |                     |  |  |       |  |  | Carlo Magno |  |  |                 |  |
| Carlo il Giovane         |   |                  |                     |  |  |       |  |  | Carlo Magno |  |  |                 |  |
|                          |   | Ildegarda        | Geroldo di Vintzgau |  |  |       |  |  |             |  |  |                 |  |
|                          |   | Ildegarda        | Geroldo di Vintzgau |  |  |       |  |  |             |  |  |                 |  |
|                          |   | Ildegarda        | Emma d'Alemannia    |  |  |       |  |  |             |  |  |                 |  |
| Enguerrand delle Fiandre |   | Ildegarda        |                     |  |  |       |  |  |             |  |  |                 |  |
|                          |   | …                | …                   |  |  |       |  |  |             |  |  |                 |  |
|                          |   | …                | …                   |  |  |       |  |  |             |  |  |                 |  |
|                          |   | …                | …                   |  |  |       |  |  |             |  |  |                 |  |
| …                        |   | …                |                     |  |  |       |  |  |             |  |  |                 |  |
|                          |   | …                | …                   |  |  |       |  |  |             |  |  |                 |  |
|                          |   | …                | …                   |  |  |       |  |  |             |  |  |                 |  |
|                          |   | …                | …                   |  |  |       |  |  |             |  |  |                 |  |
| Odacre                   |   | …                |                     |  |  |       |  |  |             |  |  |                 |  |
|                          | … | …                |                     |  |  |       |  |  |             |  |  |                 |  |
|                          | … | …                |                     |  |  |       |  |  |             |  |  |                 |  |
|                          | … | …                |                     |  |  |       |  |  |             |  |  |                 |  |
| …                        | … |                  |                     |  |  |       |  |  |             |  |  |                 |  |
|                          |   | …                | …                   |  |  |       |  |  |             |  |  |                 |  |
|                          |   | …                | …                   |  |  |       |  |  |             |  |  |                 |  |
|                          |   | …                | …                   |  |  |       |  |  |             |  |  |                 |  |
| …                        |   | …                |                     |  |  |       |  |  |             |  |  |                 |  |
|                          |   | …                | …                   |  |  |       |  |  |             |  |  |                 |  |
|                          |   | …                | …                   |  |  |       |  |  |             |  |  |                 |  |
|                          |   | …                | …                   |  |  |       |  |  |             |  |  |                 |  |
| …                        |   | …                |                     |  |  |       |  |  |             |  |  |                 |  |
|                          |   | …                | …                   |  |  |       |  |  |             |  |  |                 |  |
|                          |   | …                | …                   |  |  |       |  |  |             |  |  |                 |  |
|                          |   | …                | …                   |  |  |       |  |  |             |  |  |                 |  |
|                          |   | …                |                     |  |  |       |  |  |             |  |  |                 |  |

### Fonti primarie
- (LA)  Monumenta Germaniae Historica, Scriptores, tomus IX.
- (LA)  Monumenta Germaniae Historica, Scriptores, tomus I.
- (LA)  Cartulaire de l'abbaye de Saint-Bertin.
- (LA)  Monumenta Germaniae Historica, Scriptores, tomus V.
- (LA)  Monumenta Germaniae Historica, Legum, tomus I.